# Distrikt Leonor Ordóñez
Der Distrikt Leonor Ordóñez liegt in der Provinz Jauja in der Region Junín in Zentral-Peru. Der Distrikt wurde am 29. September 1920 gegründet. Benannt wurde der Distrikt nach Leonor Ordóñez (1837–1882), einer Nationalheldin, die als Rabona am Salpeterkrieg gegen Bolivien und Chile teilnahm.
Der Distrikt besitzt eine Fläche von 21,1 km². Beim Zensus 2017 wurden 1615 Einwohner gezählt. Im Jahr 1993 lag die Einwohnerzahl bei 1874, im Jahr 2007 bei 1651. Sitz der Distriktverwaltung ist die 3325 m hoch gelegene Ortschaft Huancani mit 1368 Einwohnern (Stand 2017). Huancani befindet sich 13,5 km südöstlich der Provinzhauptstadt Jauja.

## Geografische Lage
Der Distrikt Leonor Ordóñez befindet sich im Andenhochland im Südosten der Provinz Jauja. Er liegt am Westufer des nach Südosten fließenden Río Mantaro.
Der Distrikt Leonor Ordóñez grenzt im Westen an den Distrikt Paccha, im Nordwesten an die Distrikte Muquiyauyo und Muqui, im äußersten Norden an den Distrikt El Mantaro, im Osten an den Distrikt San Lorenzo sowie im Süden an den Distrikt Sincos.